# Chiesa di San Pietro (Ploaghe)
La chiesa di San Pietro è un edificio religioso situato a Ploaghe, centro abitato della Sardegna nord-occidentale. La chiesa è ubicata nell'omonima piazza, tra la chiesa di Santa Croce e l'oratorio del Rosario.

## Storia e descrizione
Le prime citazioni della chiesa di San Pietro sono contenute nel condaghe di San Pietro in Silki nel quale viene riportata come "Sanctu Petru de Plovake". Dal 1090 al 1503 è stata cattedrale dell'antica diocesi di Ploaghe. È oggi sede episcopale titolare. La chiesa, oggi parte dell'arcidiocesi di Sassari, è stata edificata nel XV secolo anche se è stata rinnovata successivamente.
L'interno, a tre navate con cappelle, conserva nell'ultima cappella sinistra, un monumentale altare ligneo del Sacramento, la cui cimasa è costituita da un dipinto del primo Seicento attribuita al fiorentino Baccio Gorini raffigurante la Trinità.

## Galleria d'immagini

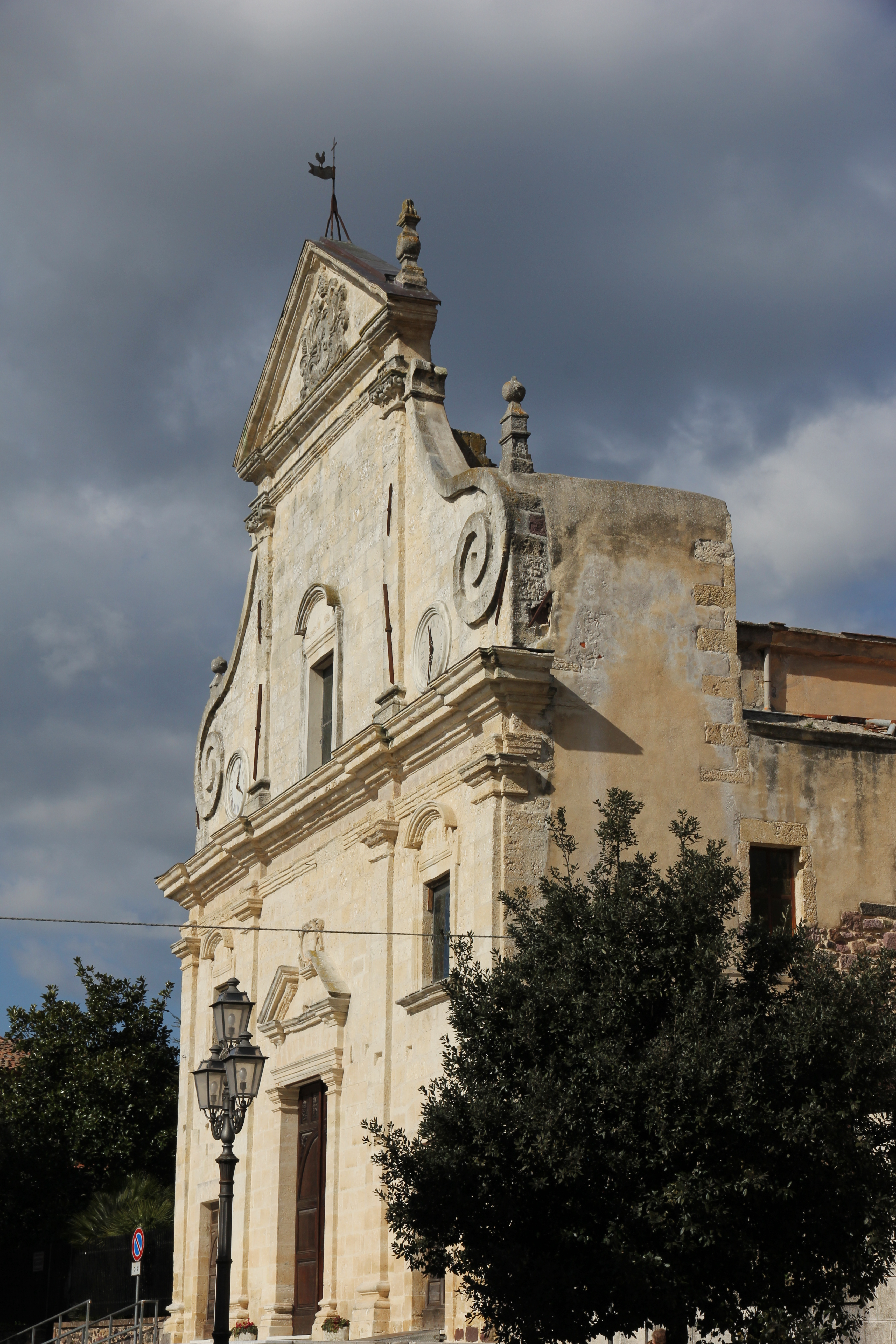
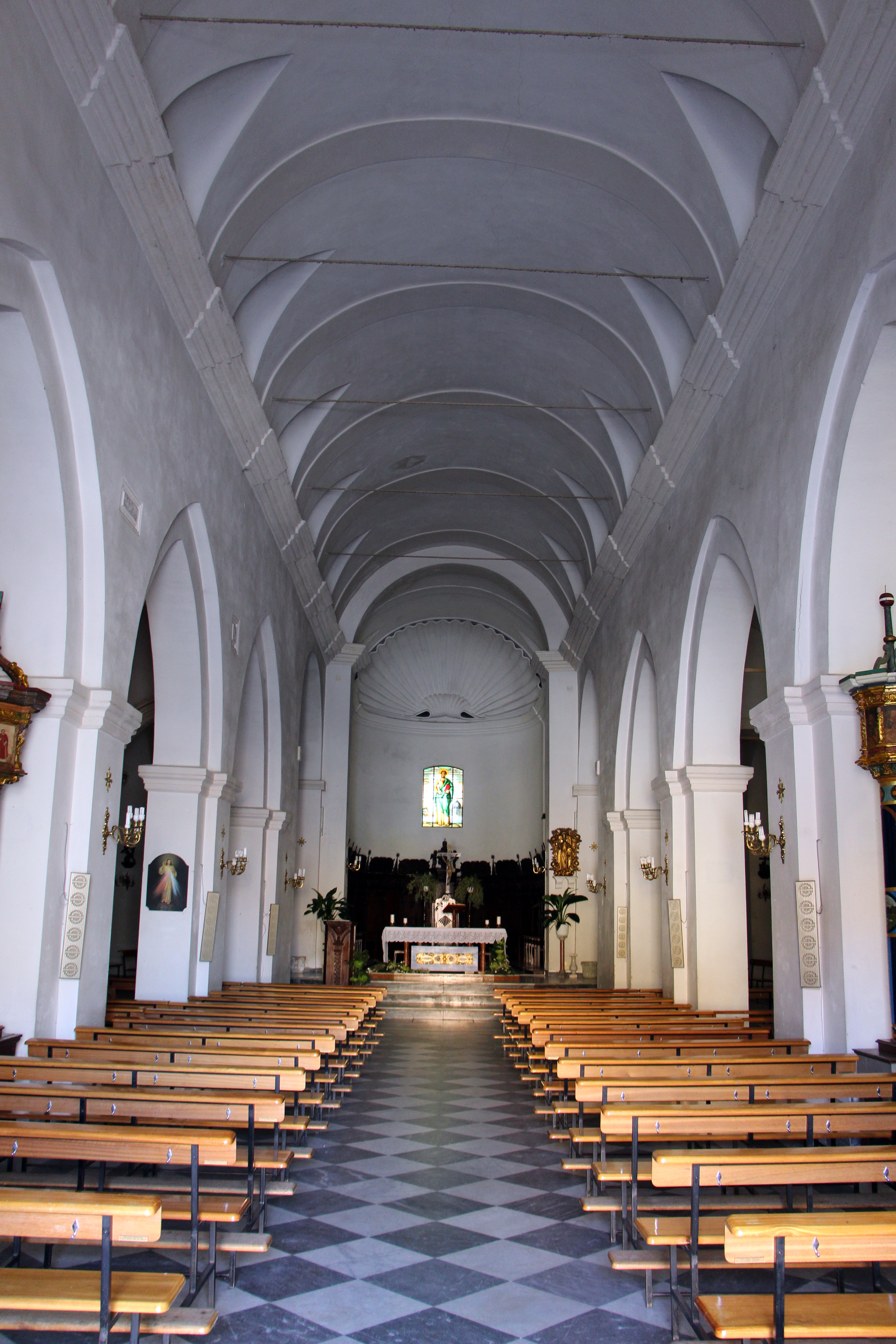
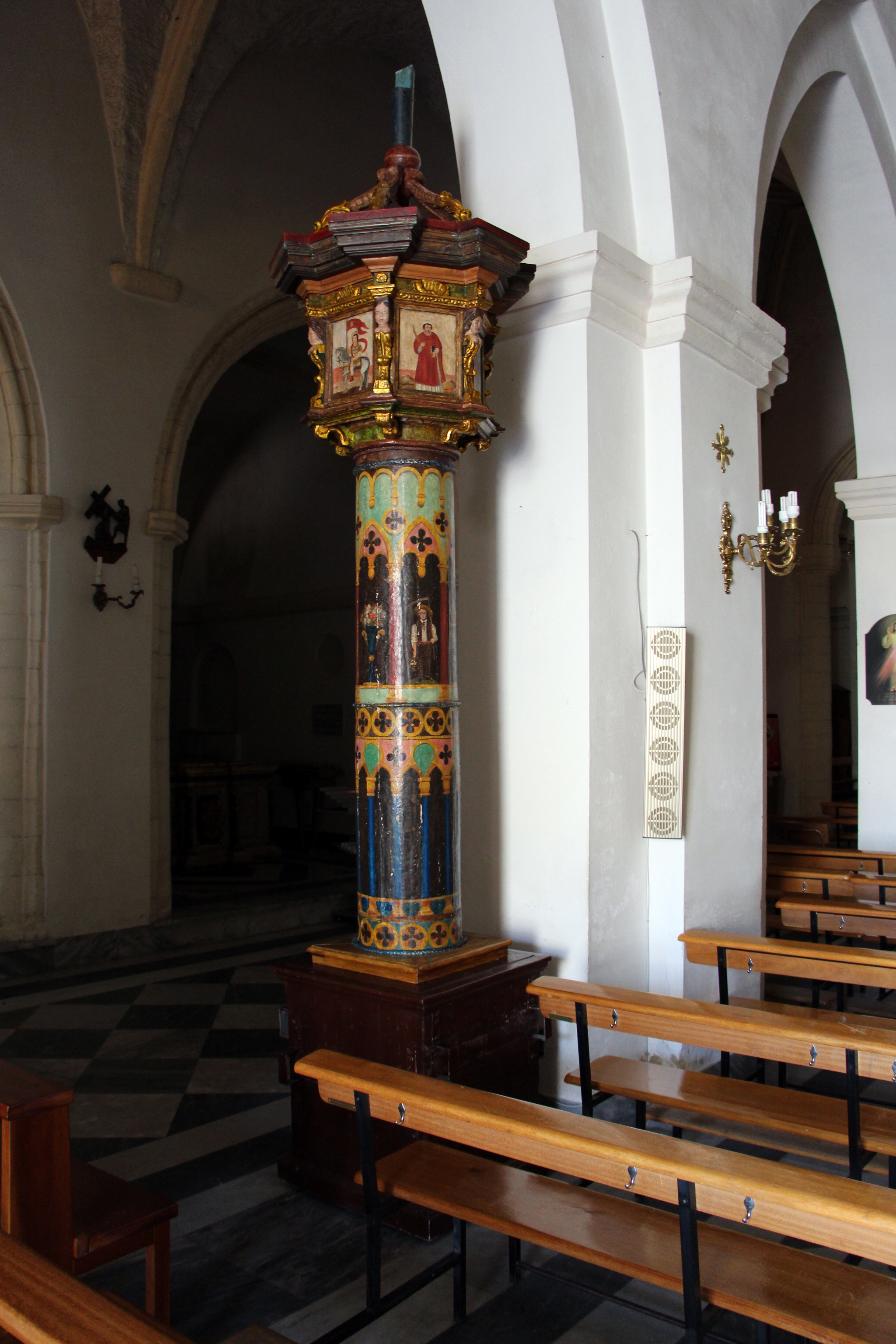
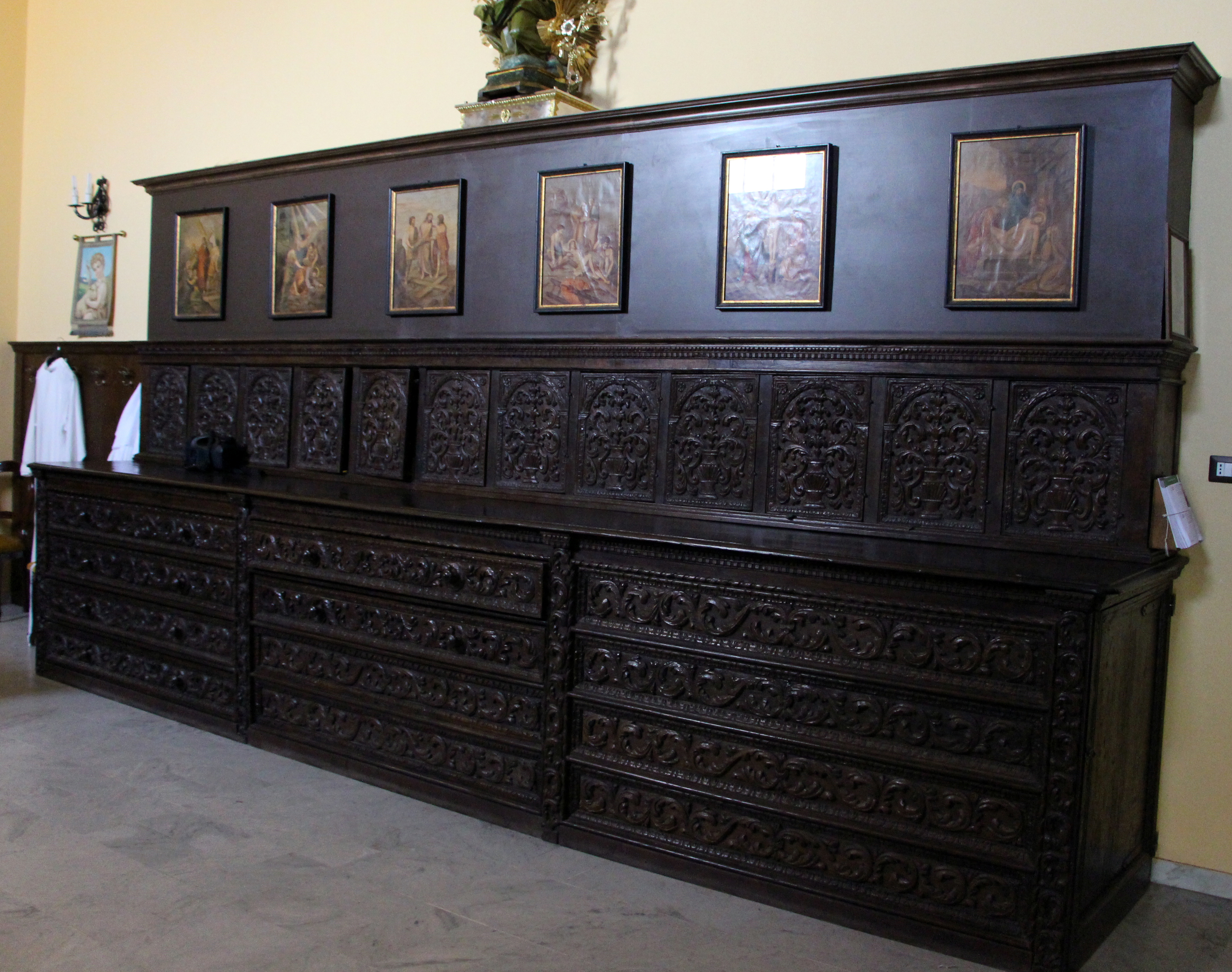